# Trofeo Porreres-Felanitx-Ses Salines-Campos 2017
La 26e édition du Trofeo Porreres-Felanitx-Ses Salines-Campos a eu lieu le 26 janvier 2017. La course fait partie du calendrier UCI Europe Tour 2017 en catégorie 1.1.
L'épreuve a été remportée lors d'un sprint massif par l'Allemand André Greipel (Lotto-Soudal) qui s'impose respectivement devant le Belge Jonas Van Genechten (Cofidis) et le Britannique Daniel McLay (Fortuneo-Vital Concept).
L'Espagnol Pablo Torres (Burgos BH) s'adjuge le classement de la montagne et des Metas Volantes, l'Allemand Kersten Thiele (Équipe nationale d'Allemagne) celui des sprints spéciaux et le Russe Evgeny Shalunov (Gazprom-RusVelo) celui du combiné. Xavier Cañellas (Équipe nationale d'Espagne) finit meilleur coureur Baléare tandis que sa formation nationale gagne le classement par équipes.

## Présentation

### Équipes
Classé en catégorie 1.1 de l'UCI Europe Tour, le Trofeo Porreres-Felanitx-Ses Salines-Campos est par conséquent ouvert aux WorldTeams dans la limite de 50 % des équipes participantes, aux équipes continentales professionnelles, aux équipes continentales et aux équipes nationales.
Dix-neuf équipes participent à ce Trofeo Porreres-Felanitx-Ses Salines-Campos - quatre WorldTeams, six équipes continentales professionnelles, six équipes continentales et trois équipes nationales :
| WorldTeams (4)- Bora-Hansgrohe - Lotto-Soudal - Movistar Team - Sky Équipes continentales professionnelles (6)- Caja Rural-Seguros RGA - Cofidis, Solutions Crédits - Fortuneo-Vital Concept - Gazprom-RusVelo - Novo Nordisk - Roompot-Nederlandse Loterij Équipes continentales (6)- Amore & Vita-Selle SMP-Fondriest - Bolivia - Burgos-BH - Euskadi Basque Country-Murias - Inteja-Dominican - Nice Cycling Team Équipes nationales (3)- Allemagne - Espagne - Grande-Bretagne |
| |

## Classements

### Classement final
| \| Classement général \| Classement général \| Classement général \| Classement général \| Classement général \| \| Coureur \| Coureur \| Pays \| Équipe \| Temps \| \| ------------------ \| ------------------------ \| ------------------ \| --------------------------- \| ------------------ \| \| 1er \| André Greipel \| Allemagne \| Lotto-Soudal \| 3 h 41 min 35 s \| \| 2e \| Jonas Van Genechten \| Belgique \| Cofidis, Solutions Crédits \| + 0 s \| \| 3e \| Daniel McLay \| Royaume-Uni \| Fortuneo-Vital Concept \| + 0 s \| \| 4e \| Matteo Pelucchi \| Italie \| Bora-Hansgrohe \| + 0 s \| \| 5e \| Raymond Kreder \| Pays-Bas \| Roompot-Nederlandse Loterij \| + 0 s \| \| 6e \| Jonathan Dibben \| Royaume-Uni \| Team Sky \| + 0 s \| \| 7e \| Alexander Porsev \| Russie \| Gazprom-RusVelo \| + 0 s \| \| 8e \| Coen Vermeltfoort \| Pays-Bas \| Roompot-Nederlandse Loterij \| + 0 s \| \| 9e \| Łukasz Wiśniowski \| Pologne \| Team Sky \| + 0 s \| \| 10e \| Vicente García de Mateos \| Espagne \| Espagne \| + 0 s \| |                          |             |                             |                 |
| |                          |             |                             |                 |
| Sources : ProCyclingStats Cycling Quotient Cycling Archives |                          |             |                             |                 |
| Classement général |                          |             |                             |                 |
| Coureur | Coureur                  | Pays        | Équipe                      | Temps           |
| 1er | André Greipel            | Allemagne   | Lotto-Soudal                | 3 h 41 min 35 s |
| 2e | Jonas Van Genechten      | Belgique    | Cofidis, Solutions Crédits  | + 0 s           |
| 3e | Daniel McLay             | Royaume-Uni | Fortuneo-Vital Concept      | + 0 s           |
| 4e | Matteo Pelucchi          | Italie      | Bora-Hansgrohe              | + 0 s           |
| 5e | Raymond Kreder           | Pays-Bas    | Roompot-Nederlandse Loterij | + 0 s           |
| 6e | Jonathan Dibben          | Royaume-Uni | Team Sky                    | + 0 s           |
| 7e | Alexander Porsev         | Russie      | Gazprom-RusVelo             | + 0 s           |
| 8e | Coen Vermeltfoort        | Pays-Bas    | Roompot-Nederlandse Loterij | + 0 s           |
| 9e | Łukasz Wiśniowski        | Pologne     | Team Sky                    | + 0 s           |
| 10e | Vicente García de Mateos | Espagne     | Espagne                     | + 0 s           |

### Classements annexes
| Classement de la montagne | Classement de la montagne | Classement de la montagne | Classement de la montagne    | Classement de la montagne |
| ------------------------- | ------------------------- | ------------------------- | ---------------------------- | ------------------------- |
|                           | Coureur                   | Pays                      | Équipe                       | Point(s)                  |
| 1er                       | Pablo Torres              | Espagne                   | Burgos BH                    | 6 points                  |
| 2e                        | Evgeny Shalunov           | Russie                    | Gazprom-RusVelo              | 3 pts                     |
| 3e                        | Kersten Thiele            | Allemagne                 | Équipe nationale d'Allemagne | 3 pts                     |
| modifier                  |                           |                           |                              |                           |

| Classement des Metas Volantes | Classement des Metas Volantes | Classement des Metas Volantes | Classement des Metas Volantes | Classement des Metas Volantes |
| ----------------------------- | ----------------------------- | ----------------------------- | ----------------------------- | ----------------------------- |
|                               | Coureur                       | Pays                          | Équipe                        | Point(s)                      |
| 1er                           | Pablo Torres                  | Espagne                       | Burgos BH                     | 6 points                      |
| 2e                            | Evgeny Shalunov               | Russie                        | Gazprom-RusVelo               | 4 pts                         |
| 3e                            | Kersten Thiele                | Allemagne                     | Équipe nationale d'Allemagne  | 1 pt                          |
| modifier                      |                               |                               |                               |                               |

| Classement des sprints spéciaux | Classement des sprints spéciaux | Classement des sprints spéciaux | Classement des sprints spéciaux | Classement des sprints spéciaux |
| ------------------------------- | ------------------------------- | ------------------------------- | ------------------------------- | ------------------------------- |
|                                 | Coureur                         | Pays                            | Équipe                          | Point(s)                        |
| 1er                             | Kersten Thiele                  | Allemagne                       | Équipe nationale d'Allemagne    | 4 points                        |
| 2e                              | Evgeny Shalunov                 | Russie                          | Gazprom-RusVelo                 | 3 pts                           |
| 3e                              | Pablo Torres                    | Espagne                         | Burgos BH                       | 3 pts                           |
| modifier                        |                                 |                                 |                                 |                                 |

| Classement du combiné | Classement du combiné | Classement du combiné | Classement du combiné        | Classement du combiné |
| --------------------- | --------------------- | --------------------- | ---------------------------- | --------------------- |
|                       | Coureur               | Pays                  | Équipe                       | Point(s)              |
| 1er                   | Evgeny Shalunov       | Russie                | Gazprom-RusVelo              | 81 points             |
| 2e                    | Pablo Torres          | Espagne               | Burgos BH                    | 123 pts               |
| 3e                    | Kersten Thiele        | Allemagne             | Équipe nationale d'Allemagne | 140 pts               |
| modifier              |                       |                       |                              |                       |

| Classement du meilleur coureur Baléare | Classement du meilleur coureur Baléare | Classement du meilleur coureur Baléare | Classement du meilleur coureur Baléare | Classement du meilleur coureur Baléare |
|                                        | Coureur                                | Pays                                   | Équipe                                 | Temps                                  |
| -------------------------------------- | -------------------------------------- | -------------------------------------- | -------------------------------------- | -------------------------------------- |
| 1er                                    | Xavier Cañellas                        | Espagne                                | Équipe nationale d'Espagne             | en 3 h 41 min 35 s                     |
| 2e                                     | Albert Torres                          | Espagne                                | Inteja-Dominican                       | m.t                                    |
| 3e                                     | Joan Ruiz                              | Espagne                                | Burgos BH                              | m.t                                    |
| modifier                               |                                        |                                        |                                        |                                        |

| Classement par équipes | Classement par équipes      | Classement par équipes | Classement par équipes |
|                        | Équipe                      | Pays                   | Temps                  |
| ---------------------- | --------------------------- | ---------------------- | ---------------------- |
| 1re                    | Équipe nationale d'Espagne  | Espagne                | en 11 h 4 min 45 s     |
| 2e                     | Cofidis                     | France                 | m.t                    |
| 3e                     | Roompot-Nederlandse Loterij | Pays-Bas               | m.t                    |
| modifier               |                             |                        |                        |

## Liste des participants
- Liste de départ complète

| Légende | Légende                                                                                   | Légende | Légende                                                    |
| ------- | ----------------------------------------------------------------------------------------- | ------- | ---------------------------------------------------------- |
| Num     | Dossard de départ porté par le coureur sur ce Trofeo Porreres-Felanitx-Ses Salines-Campos | Pos     | Position à l'arrivée de la course                          |
|         | Indique un maillot de champion national ou mondial, suivi de sa spécialité                | NP      | Indique un coureur qui n'a pas pris le départ de la course |
| AB      | Indique un coureur qui n'a pas terminé la course                                          | HD      | Indique un coureur qui a terminé la course hors des délais |

| Movistar MOV                            | Movistar MOV               | Movistar MOV |
| --------------------------------------- | -------------------------- | ------------ |
| Num                                     | Coureur                    | Pos          |
| 4                                       | Jonathan Castroviejo (ESP) | 72e          |
| 5                                       | Héctor Carretero (ESP)     | 80e          |
| 6                                       | Dayer Quintana (COL)       | 40e          |
| 7                                       | Rory Sutherland (AUS)      | 69e          |
| 9                                       | Antonio Pedrero (ESP)      | 79e          |
| 11                                      | Nuno Bico (POR)            | 43e          |
| 12                                      | Alex Dowsett (GBR)         | 107e         |
| 13                                      | Jorge Arcas (ESP)          | 51e          |
| Directeur sportif : José Luis Jaimerena |                            |              |

| Sky SKY                            | Sky SKY                  | Sky SKY |
| ---------------------------------- | ------------------------ | ------- |
| Num                                | Coureur                  | Pos     |
| 15                                 | Vasil Kiryienka (BLR)    | 100e    |
| 17                                 | Jonathan Dibben (GBR)    | 6e      |
| 18                                 | Tao Geoghegan Hart (GBR) | 105e    |
| 19                                 | Michał Gołaś (POL)       | 97e     |
| 21                                 | Christian Knees (GER)    | 98e     |
| 24                                 | Salvatore Puccio (ITA)   | 121e    |
| 25                                 | Łukasz Wiśniowski (POL)  | 9e      |
| 26                                 | Ian Boswell (USA)        | 106e    |
| Directeur sportif : Servais Knaven |                          |         |

| Bora-Hansgrohe BOH                   | Bora-Hansgrohe BOH        | Bora-Hansgrohe BOH |
| ------------------------------------ | ------------------------- | ------------------ |
| Num                                  | Coureur                   | Pos                |
| 29                                   | Matteo Pelucchi (ITA)     | 4e                 |
| 37                                   | Jan Bárta (CZE)           | 82e                |
| 39                                   | Erik Baška (SVK)          | 23e                |
| 40                                   | Christoph Pfingsten (GER) | 108e               |
| 43                                   | Juraj Sagan (SVK) (Route) | 110e               |
| 44                                   | Aleksejs Saramotins (LAT) | 24e                |
| 45                                   | Andreas Schillinger (GER) | 112e               |
| 46                                   | Michael Schwarzmann (GER) | 109e               |
| Directeur sportif : Enrico Poitschke |                           |                    |

| Lotto-Soudal LTS                | Lotto-Soudal LTS            | Lotto-Soudal LTS |
| ------------------------------- | --------------------------- | ---------------- |
| Num                             | Coureur                     | Pos              |
| 49                              | André Greipel (GER) (Route) | 1er              |
| 50                              | Bart De Clercq (BEL)        | 119e             |
| 51                              | Frederik Frison (BEL)       | 101e             |
| 53                              | Moreno Hofland (NED)        | 95e              |
| 55                              | Tomasz Marczyński (POL)     | 114e             |
| 56                              | Rémy Mertz (BEL)            | 138e             |
| 57                              | Jürgen Roelandts (BEL)      | 25e              |
| 60                              | Tim Wellens (BEL)           | 113e             |
| Directeur sportif : Bart Leysen |                             |                  |

| Gazprom-RusVelo GAZ                 | Gazprom-RusVelo GAZ       | Gazprom-RusVelo GAZ |
| ----------------------------------- | ------------------------- | ------------------- |
| Num                                 | Coureur                   | Pos                 |
| 70                                  | Sergueï Lagoutine (RUS)   | 88e                 |
| 72                                  | Alexander Porsev (RUS)    | 7e                  |
| 73                                  | Dmitry Kozontchuk (RUS)   | 139e                |
| 75                                  | Evgeny Shalunov (RUS)     | 74e                 |
| 76                                  | Roman Maikin (RUS)        | 12e                 |
| 79                                  | Andrey Solomennikov (RUS) | 73e                 |
| 80                                  | Artem Nych (RUS)          | 140e                |
| 82                                  | Igor Boev (RUS)           | 76e                 |
| Directeur sportif : Alexander Serov |                           |                     |

| Cofidis COF                              | Cofidis COF               | Cofidis COF |
| ---------------------------------------- | ------------------------- | ----------- |
| Num                                      | Coureur                   | Pos         |
| 87                                       | Luis Ángel Maté (ESP)     | AB          |
| 88                                       | Jonas Van Genechten (BEL) | 2e          |
| 89                                       | Rayane Bouhanni (FRA)     | AB          |
| 90                                       | Loïc Chetout (FRA)        | 20e         |
| 91                                       | Nicolas Edet (FRA)        | AB          |
| 92                                       | Cyril Lemoine (FRA)       | 48e         |
| 94                                       | Stéphane Rossetto (FRA)   | 54e         |
| 97                                       | Michael Van Staeyen (BEL) | 21e         |
| Directeur sportif : Christian Guiberteau |                           |             |

| Novo Nordisk TNN                 | Novo Nordisk TNN         | Novo Nordisk TNN |
| -------------------------------- | ------------------------ | ---------------- |
| Num                              | Coureur                  | Pos              |
| 99                               | Fabio Calabria (AUS)     | 68e              |
| 100                              | Corentin Cherhal (FRA)   | 58e              |
| 102                              | Romain Gioux (FRA)       | 85e              |
| 103                              | David Lozano (ESP)       | 71e              |
| 105                              | Javier Mejías (ESP)      | 84e              |
| 106                              | Brian Kamstra (NED)      | 49e              |
| 107                              | Rik van IJzendoorn (NED) | 29e              |
| 108                              | Martijn Verschoor (NED)  | 16e              |
| Directeur sportif : Lionel Marie |                          |                  |

| Roompot-Nederlandse Loterij RNL       | Roompot-Nederlandse Loterij RNL | Roompot-Nederlandse Loterij RNL |
| ------------------------------------- | ------------------------------- | ------------------------------- |
| Num                                   | Coureur                         | Pos                             |
| 118                                   | Pieter Weening (NED)            | 78e                             |
| 119                                   | Raymond Kreder (NED)            | 5e                              |
| 120                                   | André Looij (NED)               | 131e                            |
| 121                                   | Elmar Reinders (NED)            | 31e                             |
| 122                                   | Oscar Riesebeek (NED)           | 67e                             |
| 123                                   | Etienne van Empel (NED)         | 77e                             |
| 124                                   | Brian van Goethem (NED)         | 81e                             |
| 125                                   | Coen Vermeltfoort (NED)         | 8e                              |
| Directeur sportif : Michel Cornelisse |                                 |                                 |

| Fortuneo-Vital Concept FVC       | Fortuneo-Vital Concept FVC | Fortuneo-Vital Concept FVC |
| -------------------------------- | -------------------------- | -------------------------- |
| Num                              | Coureur                    | Pos                        |
| 128                              | Maxime Daniel (FRA)        | 104e                       |
| 129                              | Arnaud Gérard (FRA)        | 62e                        |
| 130                              | Erwann Corbel (FRA)        | 36e                        |
| 131                              | Benoît Jarrier (FRA)       | 115e                       |
| 132                              | Kévin Ledanois (FRA)       | 96e                        |
| 134                              | Daniel McLay (GBR)         | 3e                         |
| 135                              | Laurent Pichon (FRA)       | 116e                       |
| 137                              | Boris Vallée (BEL)         | 28e                        |
| Directeur sportif : Roger Tréhin |                            |                            |

| Caja Rural-Seguros RGA CJR                | Caja Rural-Seguros RGA CJR | Caja Rural-Seguros RGA CJR |
| ----------------------------------------- | -------------------------- | -------------------------- |
| Num                                       | Coureur                    | Pos                        |
| 141                                       | David Arroyo (ESP)         | 124e                       |
| 144                                       | Dylan Page (SUI)           | 19e                        |
| 145                                       | Eduard Prades (ESP)        | AB                         |
| 146                                       | Fabricio Ferrari (URU)     | 56e                        |
| 147                                       | Jaime Rosón (ESP)          | AB                         |
| 148                                       | Jon Irisarri (ESP)         | 89e                        |
| 149                                       | Josu Zabala (ESP)          | 59e                        |
| 152                                       | Alex Aranburu (ESP)        | 90e                        |
| Directeur sportif : José Miguel Fernández |                            |                            |

| Euskadi Basque Country-Murias EUS | Euskadi Basque Country-Murias EUS | Euskadi Basque Country-Murias EUS |
| --------------------------------- | --------------------------------- | --------------------------------- |
| Num                               | Coureur                           | Pos                               |
| 155                               | Garikoitz Bravo (ESP)             | 11e                               |
| 157                               | Pello Olaberria (ESP)             | 132e                              |
| 159                               | Eneko Lizarralde (ESP)            | 130e                              |
| 160                               | Adrián González (ESP)             | 103e                              |
| 161                               | Gotzon Udondo (ESP)               | 47e                               |
| 164                               | Aritz Bagües (ESP)                | 30e                               |
| 166                               | Julen Irizar (ESP)                | 14e                               |
| 168                               | Ander Barrenetxea (ESP)           | 111e                              |
| Directeur sportif : Jon Odriozola |                                   |                                   |

| Inteja-Dominican DCT              | Inteja-Dominican DCT  | Inteja-Dominican DCT |
| --------------------------------- | --------------------- | -------------------- |
| Num                               | Coureur               | Pos                  |
| 170                               | Albert Torres (ESP)   | 17e                  |
| 172                               | Ignacio Sarabia (MEX) | 137e                 |
| 173                               | Gregory Brenes (CRC)  | 117e                 |
| 174                               | Diego Milán (DOM)     | 92e                  |
| 177                               | Julio Amores (ESP)    | 63e                  |
| 179                               | Adrián Núñez (DOM)    | 136e                 |
| 181                               | William Guzmán (DOM)  | 123e                 |
| 184                               | Joel García (DOM)     | 66e                  |
| Directeur sportif : Rafael Casero |                       |                      |

| Nice NCT                            | Nice NCT                 | Nice NCT |
| ----------------------------------- | ------------------------ | -------- |
| Num                                 | Coureur                  | Pos      |
| 186                                 | Gaspar Mas (ESP)         | 37e      |
| 187                                 | Ryan MacAnally (AUS)     | 99e      |
| 188                                 | Cédric Jolidon (SUI)     | 142e     |
| 190                                 | Jérôme Pulidori (FRA)    | 57e      |
| 192                                 | Thomas Vaubourzeix (FRA) | 86e      |
| -                                   |                          |          |
| -                                   |                          |          |
| -                                   |                          |          |
| Directeur sportif : Jacques Jolidon |                          |          |

| Amore & Vita-Selle SMP-Fondriest AMO | Amore & Vita-Selle SMP-Fondriest AMO | Amore & Vita-Selle SMP-Fondriest AMO |
| ------------------------------------ | ------------------------------------ | ------------------------------------ |
| Num                                  | Coureur                              | Pos                                  |
| 195                                  | Josep Miralles (ESP)                 | 18e                                  |
| 196                                  | David Galarreta (ESP)                | 34e                                  |
| 197                                  | Danilo Celano (ITA)                  | 60e                                  |
| 198                                  | Pierpaolo Ficara (ITA)               | 94e                                  |
| 199                                  | Uri Martins (MEX)                    | 42e                                  |
| 200                                  | Marco Zamparella (ITA)               | 33e                                  |
| 201                                  | Marco Bernardinetti (ITA)            | 39e                                  |
| 203                                  | Mikel Elorza (ESP)                   | 133e                                 |
| Directeur sportif : Francesco Frassi |                                      |                                      |

| Burgos BH BBH                       | Burgos BH BBH        | Burgos BH BBH |
| ----------------------------------- | -------------------- | ------------- |
| Num                                 | Coureur              | Pos           |
| 207                                 | Joan Ruiz (ESP)      | 32e           |
| 209                                 | Pablo Torres (ESP)   | 118e          |
| 210                                 | Daniel López (ESP)   | 27e           |
| 211                                 | Álvaro Robredo (ESP) | 52e           |
| 212                                 | David Belda (ESP)    | 75e           |
| 215                                 | Jorge Cubero (ESP)   | 46e           |
| 216                                 | Raúl Castrillo (ESP) | 64e           |
| 217                                 | Ibai Salas (ESP)     | 87e           |
| Directeur sportif : Darío Hernández |                      |               |

| Bolivia BOL                       | Bolivia BOL                  | Bolivia BOL |
| --------------------------------- | ---------------------------- | ----------- |
| Num                               | Coureur                      | Pos         |
| 221                               | Egoitz García (ESP)          | 91e         |
| 222                               | Omar Mendoza (COL)           | 45e         |
| 223                               | Bacilio Ramos (BOL)          | 141e        |
| 224                               | Javier Arando (BOL)          | 128e        |
| 225                               | Gilver Zurita (BOL)          | 127e        |
| 226                               | Pedro Gregori (ESP)          | 61e         |
| 228                               | Sergio Rodríguez Reche (ESP) | 102e        |
| 229                               | Carlos Antón Jiménez (ESP)   | 44e         |
| Directeur sportif : Henry Veizaga |                              |             |

| Équipe nationale d'Espagne ESP     | Équipe nationale d'Espagne ESP | Équipe nationale d'Espagne ESP |
| ---------------------------------- | ------------------------------ | ------------------------------ |
| Num                                | Coureur                        | Pos                            |
| 240                                | Xavier Cañellas (ESP)          | 13e                            |
| 241                                | Sebastián Mora (ESP)           | 120e                           |
| 244                                | Cristian Galván (ESP)          | 126e                           |
| 245                                | Vicente García de Mateos (ESP) | 10e                            |
| 249                                | Enrique Sanz (ESP)             | 15e                            |
| 250                                | Eloy Teruel (ESP)              | 50e                            |
| 251                                | Daniel Viejo (ESP)             | 26e                            |
| 252                                | Illart Zuazubiskar (ESP)       | 83e                            |
| Directeur sportif : Salvador Melià |                                |                                |

| Équipe nationale d'Allemagne GER | Équipe nationale d'Allemagne GER | Équipe nationale d'Allemagne GER |
| -------------------------------- | -------------------------------- | -------------------------------- |
| Num                              | Coureur                          | Pos                              |
| 255                              | Jasper Frahm (GER)               | 129e                             |
| 256                              | Konrad Geßner (GER)              | 38e                              |
| 257                              | Jonas Koch (GER)                 | 122e                             |
| 258                              | Henning Bommel (GER)             | 55e                              |
| 259                              | Lucas Liss (GER)                 | 135e                             |
| 260                              | Kersten Thiele (GER)             | 134e                             |
| 261                              | Nils Schomber (GER)              | 93e                              |
| 262                              | Theo Reinhardt (GER)             | 53e                              |
| Directeur sportif : Sven Meyer   |                                  |                                  |

| Équipe nationale de Grande-Bretagne GBR | Équipe nationale de Grande-Bretagne GBR | Équipe nationale de Grande-Bretagne GBR |
| --------------------------------------- | --------------------------------------- | --------------------------------------- |
| Num                                     | Coureur                                 | Pos                                     |
| 265                                     | Andrew Tennant (GBR)                    | AB                                      |
| 266                                     | Mark Stewart (GBR)                      | 41e                                     |
| 267                                     | Oliver Wood (GBR)                       | 22e                                     |
| 268                                     | Christopher Latham (GBR)                | 35e                                     |
| 269                                     | Gabriel Cullaigh (GBR)                  | 65e                                     |
| 270                                     | Steven Burke (GBR)                      | 125e                                    |
| 271                                     | Kian Emadi (GBR)                        | AB                                      |
| 273                                     | Samuel Harrison (GBR)                   | 70e                                     |
| Directeur sportif : Keith Lambert       |                                         |                                         |